# Villa Fischer (Kadaň)
Villa Fischer (čp. 817) je monumentální modernistická vila ve vilové čtvrti, dříve známé jako Zahradní Město, v Kadani. Nalézá se v ulici T. G. Masaryka (dříve Gollova). Stavební práce byly dokončeny roku 1925. Podle projektu akademického architekta Hanse Dotzauera je realizoval kadaňský stavitel Paul Peter. Stavebníkem vily byl JUDr. Emil Fischer.

## Výstavba
Projekt nové vily v Gollově ulici na Zahradním Městě v Kadani si stavebník a první majitel vily JUDr. Emil Fischer objednal u významného chomutovského akademického architekta Hanse Dotzauera. Tento projekt byl dokončen již v srpnu roku 1924. Realizace se ujala významná stavební firma architekta a stavitele Paula Petera (syna věhlasného kadaňského stavitele a architekta Josefa Petera, autora mnoha vil a domů: Villa Ehrler, Villa Paulus, Villa Herold, Villa Peter, Villa Janka (Kadaň), Villa Howorka, Villa Skall a řada dalších staveb v Kadani a okolí).
Vila působí skutečně monumentálním dojmem. Vyznačuje se výrazným domovním štítem, balkonem opatřeným obloukovým zábradlím a také venkovním schodištěm. V dispozici vily je zřízena řada nadstandardních místností, jako například šatna, žehlírna nebo vinný sklípek. Již v roce 1926 navíc stavební komise povolila u vily výstavbu autogaráže.

## Majitelé
Stavebník a první majitel vily Emil Fischer se narodil roku 1886 v Radonicích na Kadaňsku. Jeho otcem byl stolař Stefan Fischer. Emil Fischer docházel na obecnou školu v Radonicích. Středoškolská studia absolvoval na gymnáziu v Doupově a ve Stříbře, kde také úspěšně odmaturoval. Počínaje rokem 1905 začal studovat na Právnické fakultě německé Karlo-Ferdinandovy univerzity v Praze. Promoval v roce 1910. Roku 1917 si ve Vídni vzal za manželku Gertrudu, rozenou Kuhn, pocházející ze saského města Bärenstein, které leží přímo na českosaské hranici, a které od krušnohorských Vejprt odděluje pouze říčka Polava.
Od roku 1919 pak žili manželé Fischerovi v Kadani, kde si JUDr. Emil Fischer otevřel vlastní advokátní kancelář. Od roku 1924 pak tuto kancelář provozoval společně s JUDr. Hermannem Rzesaczem, jenž si později ve Fischerově sousedství nechal také postavit vlastní vilu (Villa Baldini). V Kadani se také narodili oba synové manželů Fischerových, a sice Gerhard Rudolf (narozen 1920) a Erich Friedrich (narozen 1923). O osudech Gerharda Rudolfa a Ericha Friedricha víme jen, že Erich Friedrich byl roku 1940 evidován v Praze, kde zřejmě studoval na tehdejší Německé Karlově univerzitě. V té době byla však již Kadaň součástí tzv. Sudetské župy a Praha hlavním městem Protektorátu Čechy a Morava. Rodina JUDr. Emila Fischera se pravděpodobně přikláněla, snad z pragmatických důvodů, k německé nacionálněsocialistické ideologii. Roku 1941 se totiž oba manželé Fischerovi zřekli svého katolického vyznání a prohlásili se pouze za „v Boha věřící“ (gottgläublig), což bylo populární právě mezi přesvědčenými nacisty nebo konformisty.
Po skončení druhé světové války byli Fischerovi nuceni svou vilu opustit a v červnu roku 1945 se uchýlili ke svým příbuzným do Podbořan. Právě z Podbořan pak byli s největší pravděpodobností spolu s dalšími německými obyvateli vyhnáni v rámci tzv. odsunu.